# Moara-Grand
Pour les articles homonymes, voir Moara (homonymie).
Moara-Grand est un village du département et la commune rurale de Gassan, situé dans la province du Nayala et la région de la Boucle du Mouhoun au Burkina Faso.

## Éducation et santé
La commune accueille un centre de santé et de promotion sociale (CSPS).